# 고독한 미식가 더 무비
고독한 미식가 더 무비(일본어: 劇映画 孤独のグルメ, 영어: The Solitary Gourmet)는 일본의 영화이다. 일본의 TV 드라마 고독한 미식가의 극장판이다.

## 등장 인물

### 주연
- 마츠시게 유타카 : 이노가시라 고로 역

### 조연
- 우치다 유키 : 시호 역
- 이소무라 하야토 : 나카가와 역
- 무라타 다케히로 : 타키야마 역
- 유재명 : 출입국 심사관 역
- 마이클 케이다 : 대니얼 역
- 정재은 : 해영 역

### 특별 출연
- 시오미 산세이 : 마츠오 이치로 역
- 안 : 마츠오 치아키 역
- 오다기리 죠 : 산세리테 점주 역

### 스포일러
- 엔도 켄이치 : 젠푸쿠지 로쿠로[1] 역

## 참고 사항
- 수입사:  미디어캐슬
- 제공사:  팬엔터테인먼트
- 블랙 팬서 이후 7년 만에 대한민국에서 일부 장면이 촬영된 외국 영화다.
- 출연진 중 가면라이더 시리즈에 출연했던 배우가 2명[2]이나 있다는 점에서, 특촬팬들에게도 주목 받았다.